# US Saint-Andréenne
El US Saint-Andréenne es un equipo de fútbol de las Islas Reunión que milita en Segunda División Departamental, la tercera liga de fútbol más importante del país.

## Historia
Fue fundado en el año 1967 en la localidad de Saint-André y se les conoce como los Leopardos por los colores del club (amarillo y negro) y no juegan en la Primera División de las Islas Reunión desde la temporada 1995.
Nunca ha ganado el título de la máxima categoría, siendo su mayor logro el ganar un título de copa en 1982 en 2 finales jugadas.
A nivel internacional han participado en 1 torneo de copa, la Recopa Africana 1995, en la que fueron eliminados en la primera ronda por el Blackpool Harare de Zimbabue.

## Palmarés
- Copa de las Islas Reunión: 1

1982
- - Finalista: 1

1994

## Participación en competiciones de la CAF
| Temporada | Torneo          | Ronda | Club             | Casa | Visita | Global |
| --------- | --------------- | ----- | ---------------- | ---- | ------ | ------ |
| 1995      | Recopa Africana | 1     | Blackpool Harare | 0-2  | 1-3    | 1-5    |